# Vangueria solitariiflora
Vangueria solitariiflora là một loài thực vật có hoa trong họ Thiến thảo. Loài này được (Verdc.) Lantz mô tả khoa học đầu tiên năm 2005.